# Charaxes desa
Charaxes desa är en fjärilsart som beskrevs av Moore 1878. Charaxes desa ingår i släktet Charaxes och familjen praktfjärilar. Inga underarter finns listade i Catalogue of Life.